# Хороидермия
 Хориодеремия  (др.-греч. χοριοειδής — «сосудистая оболочка» + ἔρῑμα — «опустошение»; также CHM) — редкое наследственное рецессивное дегенеративное заболевание сетчатки, связанное с прогрессирующей атрофией хориоидеи, пигментного эпителия и фоторецепторов.
Хороидеремия (CHM) является редким наследственным заболеванием, которое вызывает прогрессирующую потерю зрения из-за дегенерации сосудистой оболочки и сетчатки. Это происходит почти исключительно у мужчин. В детстве, ночная слепота является наиболее распространённым первым симптомом. По мере прогрессирования болезни, появляется потеря зрения, часто начинающееся как нерегулярное кольцо, которое постепенно расширяется как в сторону центрального зрения так и к его крайней периферии.
Прогрессирование заболевания продолжается в течение жизни человека. Как скорость изменения так и степень потери зрения непостоянны среди пострадавших, даже в пределах одной и той же семьи.
Фактическая потеря зрения вызвана дегенерацией нескольких слоёв клеток, которые необходимы для зрения. Эти слои, которые покрывают внутреннюю поверхность в задней части глаза, называются соответственно сосудистая оболочка, пигментный эпителий сетчатки (RPE), и сетчатка. Сосудистая оболочка — сеть кровеносных сосудов, расположенных между сетчаткой и склерой(«белым глазом»). Хориоидальные сосуды обеспечивают доставку кислорода и питательных веществ как к RPE так и к клеткам фоторецепторов сетчатки.
RPE, находясь прямо под сетчаткой, поддерживает функцию фоторецепторных клеток. Фоторецепторы преобразуют свет в электрические импульсы, которые передаются в мозг, где «зрение» на самом деле и реализуется. В ранних стадиях хороидеремии, начинает сначала вырождаться сосудистая оболочка и пигментный эпителий сетчатки. В конце концов, клетки фоторецепторов тоже вырождаются, в результате чего теряется зрение.

## Эпидемиология
Распространённость оценивается примерно как 1:50 000–1:100 000 в общей популяции. Заболевание встречается во всех этнических группах, однако наиболее изучено в Европе и Северной Америке.

## Патофизиология
Хороидеремия обусловлена мутациями в гене CHM, расположенном на Х-хромосоме (Xq21.2). Ген кодирует белок Rab escort protein 1 (REP1), участвующий в посттрансляционной модификации Rab-белков. Отсутствие функционального REP1 приводит к нарушению процессов внутриклеточного транспорта. Существует гомологичный белок — Rab escort protein 2 (REP2), который имеет около 75 % аминокислотной идентичности с REP1 и способен частично компенсировать его потерю. Однако в клетках сетчатки данной компенсации оказывается недостаточно, несмотря на экспрессию REP2. Предполагается, что глаза особенно чувствительны к дефициту REP1, поскольку ни одна клетка не может функционировать без достаточной REP-активности.
REP-белки играют ключевую роль в процессе пренилирования Rab-белков, необходимых для правильного функционирования систем внутриклеточного транспорта. В частности, в лимфобластах пациентов с хороидеремией наблюдается накопление непренилированного Rab27. Несмотря на это, точная патофизиологическая связь между избыточным количеством непренилированных Rab-белков и развитием прогрессирующей дегенерации сетчатки пока остаётся неясной

## Проявления
Как правило, только у мужчин проявляются симптомы этого заболевания. Первоначально человек, страдающий от хороидеремии имеет ночную слепоту, которая начинается в молодости. По мере прогрессирования заболевания, больной CHM теряет периферийное зрение и восприятие глубины, в конце концов может потерять все зрение к среднему возрасту. В некоторых случаях, серьёзная потеря остроты зрения и цветового восприятия делает очевидным факт, что болезнь прогрессирует.
Бывший депутат лейборист Великобритании Сион Саймон является известным страдальцем.
Связь между потерей REP1 и наращиванием непренилированного Rab27 и дегенерацией глаза неизвестна до сих пор.

## Исследования
Существует генетический тест крови для диагностики хороидеремии. Он был создан доктором Яном Макдональдом в Альбертском университете . Бесплатное генетическое тестирование доступно для жителей США и Канады с помощью проекта eyeGENE, который координируется Национальным институтом глаза из числа американских Национальных Институтов Здоровья. Испытания генной терапии человека ведутся в Имперском колледже Лондона под руководством доктора Мигеля Сеабра и в глазной клинике Moorfields в Лондоне под руководством доктора Роберта Макларен. В Соединённых Штатах доклинические исследовательские работы ведутся в университете Пенсильвании под руководством д-ра Жан Беннетт и доктора Альберт Магуайр. Д-р Ян Макдональд также проводит клинические испытания в Университете Альберты в Канаде. Исследовательский фонд хороидеремии, международная некоммерческая организация, которая на протяжении более десяти лет была посвящена повышению уровня осведомлённости и обеспечения финансирования исследований хороидеремии, в настоящее время финансирует доклинические исследовательские работы д-ра Сеабра и д-ра Беннетт. Д-р Ян Макдональд также входит в состав совета директоров CRF и получает финансирование от CRF-Канада. Клинические испытания на людях, как ожидается, начнутся в США в 2014 году. CRF-Канада также поддерживает доктора Сеабра и работы доктора Макларена ради борьбы за зрение.
В первых процедурах в Moorfields глазной больницы Moorfields в Лондоне, исследователи в клинике Джона Рэдклифф в Оксфорде пытались использовать генную терапию, чтобы попытаться сократить условие, вызванное дефектом гена REP1 и вызывающее постепенную смерть светочувствительных клеток глаза. Целью процедуры было остановить гибель клеток путём введения функционирующих копий гена в глаз. Предварительные результаты, представленные в январе 2014 были многообещающими.

## Женщины-носители
Заболевание наследуется по X-сцепленному рецессивному типу и преимущественно поражает мужчин. Женщины с одной мутантной копией гена CHM обычно являются гетерозиготными носителями и остаются бессимптомными. Клиническая картина у носителей существенно вариабельна: большинство остаются без выраженных симптомов, но у примерно 30-40 % могут наблюдаться офтальмологические изменения различной степени выраженности — мозаичная пигментация сетчатки, умеренное сужение полей зрения, снижение адаптации к темноте, а в редких случаях — прогрессирующая потеря зрения.
Эта вариабельность объясняется случайной инактивацией X-хромосомы (лионизацией): в разных клетках сетчатки экспрессируются либо мутантный, либо нормальный аллель гена CHM, что приводит к мозаичному паттерну проявлений. У носителей также описаны субклинические нарушения функции сетчатки по данным электрофизиологических методов, таких как многоточечная электроретинография.
Носители играют ключевую роль в передаче заболевания: каждая дочь женщины-носителя имеет 50 % шанс унаследовать мутантный аллель и стать носителем, а каждый сын — 50 % риск развития заболевания